# Paul De Backer (hoogleraar)
Paulus Arthur (Paul) De Backer (Gent, 7 februari 1883 - aldaar, 2 oktober 1956) was een Belgische hoogleraar. Als hoogleraar was hij gespecialiseerd in de radiologie.

## Loopbaan
De Backer studeerde aan de Rijksuniversiteit Gent waar hij in 1906 afstudeerde als doctor in de geneeskunde. Hij werd huisarts. Bij het begin van de Eerste Wereldoorlog werd hij opgeroepen en hij belandde eind 1914 aan het IJzerfront. Hij houdt van zijn wedervaren achter het front een dagboek bij dat nadien vertaald en uitgegeven werd.
Nadien startte De Backer een academische loopbaan aan de Rijksuniversiteit Gent, waar hij in 1936 docent en in 1947 hoogleraar werd. Hij was gespecialiseerd in radiologie. De Prijs Paul De Backer voor radiologie die wordt uitgereikt door de Koninklijke Academie voor Geneeskunde van België, is naar hem vernoemd.
- Bibliothèque nationale de France: cb12249008j (data)
- Gemeinsame Normdatei: 1019297883
- International Standard Name Identifier: 0000 0000 5794 5444
- Library of Congress Control Number: nr95033864
- Nederlandse Thesaurus van Auteursnamen: 15872478X
- Réseau des bibliothèques de Suisse occidentale: 02-A002958394
- Système universitaire de documentation: 031235387
- Virtual International Authority File: 51745319